# Macauley Chrisantus
Macauley Chrisantus (Abuja, 20 agosto 1990) è un calciatore nigeriano, attaccante e ala del Partinicaudace.

## Caratteristiche tecniche
Nato come centravanti, è in grado di giocare anche come ala sinistra. Caratterizzato da un potente tiro, soprattutto dalla media e corta distanza, Chrisantus è in grado di segnare anche con colpi di prima intenzione e non esita ad avvalersi del colpo di testa. Predominante col piede destro, calcia bene anche col sinistro.

## Carriera

### Club

#### Amburgo e Karlsruhe
La sua carriera da professionista inizia con il club dell'Amburgo, storico undici tedesco dell'omonima città portuale. Tuttavia, milita solo nella seconda squadra, in Regionalliga Nord. Contribuisce ai successi dell’Amburgo segnando una rete sia nella vittoria per 3-0 contro il Wolfsburg sia in quella, con lo stesso risultato, contro il VfB Lübeck. Va inoltre a segno anche nella pesante sconfitta per 5-1 contro il Rot-Weiß Oberhausen, realizzando l’unico gol della sua squadra. L'ultimo gol nel club amburghese lo sigla nella sconfitta per 2-1 contro il Rot-Weiss Essen. Il 7 agosto 2009 debutta nella 2.Bundesliga con il Karlsruhe, segnando la rete del pareggio per 1-1 contro l'Alemannia Aachen. Conclude la sua esperienza con il Karlsruhe nel 2011. L'ultimo gol per la squadra lo segna nel pareggio per 2-2 con il Fortuna Düsseldorf.

#### FSV Francoforte e Las Palmas
Chrisantus continua a giocare nella seconda divisione tedesca, militando nel FSV Francoforte a partire dal 2011. Segna il suo primo gol realizzando la rete del 4-0 nella vittoria contro il Karlsruhe e mette a segno anche una tripletta che permette di battere per 3-1 l'Alemannia Aachen. Con lo stesso risultato termina anche la partita contro il Monaco 1860, in cui Chrisantus segna l’ultima rete con il club di Francoforte. Nel 2012 si trasferisce al club spagnolo del Las Palmas nella Segunda División: segna il gol dell’1-0 nella vittoria contro il Racing Santander e va a segno anche nella vittoria per 3-2 sull’Almería; un altro gol lo realizza nel successo per 4-0 contro l’Huesca. È autore di una rete anche nella partita persa 4-2 contro lo Sporting Gijón. Inoltre, segna due doppiette: la prima nella vittoria per 3-2 contro il Guadalajara e la seconda nel successo per 2-1 contro lo Xerez.

#### Sivasspor e AEK Atene
Ha giocato per un breve periodo nelle Süper Lig, il campionato turco, con il Sivasspor, segnando una sola rete nella sconfitta per 2-1 contro il Galatasaray. Si trasferisce poi in Grecia, giocando con la squadra dell'AEK Atene, segna la rete del 2-0 battendo il Kallithea, è autore di una doppietta sconfiggendo l'A.O.T. Alimos per 3-0, riesce a segnare altre due reti pareggiando per 3-3 contro il Apollōn Smyrnīs, il 4 ottobre 2015 con il suo goal la squadra batte per 1-0 l'Atromītos, con lo stesso risultato si conclude la partita vinta contro lo Škoda Xanthi dove segna l'ultimo goal per la squadra.

#### Reus e Lamia
Nel 2016, gioca nella Segunda División con la squadra del Reus, facendo il suo esordio nella vittoria per 1-0 contro il Maiorca, tuttavia  la sue esperienza con la squadra è di breve durata, gioca solo 9 partite, l'ultima nel pareggio per 1-1 contro l'Elche. Ancora più breve è stato il periodo in cui ha giocato per il Lamia, ha giocato solo due match, il primo nella sconfitta per 2-0 contro l'AEK Atene e il secondo nella vittoria per 1-0 battendo il Kallithea.

#### Real Murcia e HJK
Gioca con il Real Murcia nel 2018, segna un goal sua contro l'UCAM Marcia che contro il Marbella. Entrambe le partite finiscono con un pareggio per 1-1, un'altra rete la realizza nella vittoria per 2-1 contro il San Fernando, inoltre segna una doppietta sconfiggendo per 3-2 l'Extremadura. Successivamente entra nel club del HJK, dove segna un solo gol, nella sconfitta per 4-1 contro l'Olimpia Lubiana.

#### Conquense e Zob Ahan
Gioca con il club del Conquense nel 2019, gioca in tutto tredici partite, segnado una sola rete con il goal del 1-1 pareggiando con il Castellón. Si trasferisce poi in Iran militando nel club del Zob Ahan, riesce a segnare un goal sconfiggendo per 2-1 il Pars Jonoubi Jam, un'altra rete la mette a segno perdendo per 3-2 contro il Saipa. Gioca anche nella AFC Champions League disputando una partita negli ottavi di finale contro l'Al-Ittihād, segna l'ultima rete del match perdendo però per 3-4.

#### Jaro e Tamaraceite
Nel 2021, gioca con il club finlandese del Jaro segna il gol del 2-0 battendo il JIPPO, con lo stesso risultato si conclude la partita vinta contro il IF Gnistan dove Chrisantus segna un'altra rete, è autore di un goal anche nella vittoria per 2-1 contro il Mikkelin Palloilijat. Ritorna a giocare in Spagna, con il Tamaraceite, partecipa a sole sette partite, senza nemmeno una vittoria, per la maggior parte dei match è entrati in campo nel secondo tempo dalla panchina.

#### Aprilia e Lynx
Gioca in Italia nel 2022, vestendo la casacca dell'Aprilia, club della provincia di Latina partecipante alla serie D italiana giocando però solo tre partite, mentre nel 2023 passa al Lynx, squadra militante nel massimo campionato nazionale di Gibilterra. Il primo goal lo segna nel pareggio per 1-1 con il Bruno's Magpies; poi riesce a segnare una rete anche contro l'Europa FC e il St Joseph's vincendo tutte e due le partite con il risultato di 2-0. Inoltre segna anche una doppietta nella vittoria ai danni del Glacis United per 5-2.

#### San Marco e Partinicaudace
Nel 2024, inizia a giocare nell'A.S.D. San Marco, squadra che milita nel campionato di Eccellenza Pugliese, siglando tre reti.
A novembre del 2024 firma con il Partinicaudace, squadra del campionato di Eccellenza Sicilia 2024-2025.

### Nazionale
Chrisantus viene convocato per la nazionale giovanile giocando nel Mondiale Under-17 vincendolo. Il primo gol lo segna battendo per 2-1 la Francia. È, poi, autore di una doppietta nella vittoria per 3-0 contro il Giappone. Chiude il girone con un altro gol siglando il 4-1 contro Haiti. Ai quarti di finale segna il gol del 2-0 vincendo contro l'Argentina, mentre nella semifinale segna la sua settima rete sconfiggendo per 3-1 la Germania ottenendo il titolo di capocannoniere.

## Palmarès

### Club

#### Competizioni nazionali
- Campionato finlandese:

HJK: 2018

### Nazionale
- Campionato mondiale Under-17: 1

Corea del Sud 2007

### Individuale
- Capocannoniere del campionato mondiale di calcio Under-17: 1

Corea del Sud 2007 (7 gol)